# Kriya
Shatkriyas bzw. Shatkarmas (Sanskrit, f., क्रिया, kriyā, „Handlung, Tat“) sind im Hatha Yoga körperliche Reinigungstechniken. Sie sollen helfen, den physischen Körper zu reinigen, indem sie auf verschiedene Art und Weise die Ausscheidungssysteme des Körpers anregen und unterstützen sollen. Immer wieder werden diesen Übungen in den Yogaschriften auch spirituelle Wirkungen zugeschrieben.
In bestimmten Yoga-Richtungen bezeichnen Kriyas auch Übungsreihen. Diese sollen dann z. B. die Kundalini erwecken bzw. deren Aufstieg lenken. Diese Art von Kriyas müssen ganz klar von den hier beschriebenen unterschieden werden.
In der Hathapradipika, einer wichtigen Yoga-Schrift, werden sechs Übungen, hier Shatkriyas oder auch Shatkarmas (Sanskrit, shat, „sechs“) genannt, beschrieben. Sie sind die wichtigsten der Kriyas, von denen es aber noch unzählige weitere gibt:
1. Trataka (Anstarren eines Objektes aus ca. ein bis drei Meter Entfernung)
2. Neti (Nasenspülung und Massage der Nasenschleimhäute)
3. Kapalabhati (Lungenreinigung durch Schnellatmung, Feueratmung)
4. Dhauti (Reinigung des oberen Verdauungskanals)
5. Nauli (Reinigung des Dünndarms, Darmreinigung)
6. Basti (Reinigung des Dickdarms, Einlauf).

Sowohl im Mutterland des Yoga (Indien) als auch im Westen gibt es Yoga-Schulen (Richtungen/Traditionen), die die Reinigungstechniken unterrichten, und solche, die die Kriyas wenig oder gar nicht einsetzen.
Der Sinn dieser Übungen ist in bestimmten Glaubensvorstellungen des Hinduismus und vor dem Hintergrund der Entstehungszeit des Hatha Yoga zu sehen. So gilt in einigen Strömungen des Hinduismus der Körper als Tempel der unsterblichen Seele, und dieser Tempel soll rein gehalten werden. Aus diesem Grund entstanden die unterschiedlichen Techniken, um den Körper innerlich und äußerlich zu reinigen und von Schlacken und Ablagerungen zu befreien. Manche der Übungen sind normale Reinigungen, die der körperlichen Hygiene (in der damaligen Zeit eben keine Selbstverständlichkeit) dienen, wie Waschungen, Spülungen oder das Entfernen von Belägen (Zunge). Auch andere Religionen kennen Formen von rituellen Waschungen (z. B. der Islam), die oft auch im Zusammenhang stehen mit bestimmten Ernährungsvorschriften (rein/unrein). Heute geht man davon aus, dass es hierbei im Allgemeinen weniger um spirituelle Hintergründe geht als vielmehr ganz praktisch um die Gesundheit der Bevölkerung.
Vor dem Hintergrund ihrer Entstehungszeit wird der Sinn der Kriyas deutlich, da die hygienischen Verhältnisse nicht mit den heutigen vergleichbar sind. Darmparasiten und Darmerkrankungen waren weit verbreitet. Bis heute zählen in Indien Hülsenfrüchte zu den wichtigsten Eiweißlieferanten. Diese sind schwer verdaulich und verursachen Blähungen. Hinzu kommt das Risiko der Aufnahme unterschiedlicher Erreger durch verunreinigtes Wasser. Aus diesen Gründen wird in der indischen Küche die Nahrung extrem scharf gewürzt. Durch die Schärfe sollen Bakterien abgetötet und der Stoffwechsel angeregt werden.
Da es im Yoga auch darum geht, die gunas auszugleichen, soll ein Yogi jedoch nicht so scharf essen, da die Schärfe zu sehr das guna rajas (Aktivität) fördert. Um dennoch den Körper frei von Bakterien und Erregern zu halten, wurden/werden die Kriyas praktiziert.
In der Hathayogapradipika, neben den Upanishaden, der Bhagavad-Gita und Patanjalis Yoga-Sutras einer der wichtigsten Quellentexte des Yoga (datiert auf ca. 1500), heißt es, dass die Kriyas nur für dicke und träge Menschen (tamas guna) wichtig sind. Aktive und schlanke Menschen benötigten diese nicht, da sie einen gut funktionierenden Stoffwechsel hätten.
Ob und in welchem Maße westliche Menschen Kriyas benötigen, darüber gehen die Meinungen auseinander. In manchen Schulen/Traditionen spielen sie eine große Rolle und werden unterrichtet. Andere vertreten die Auffassung, der westliche Mensch habe sowieso schon einen übertriebenen Hang zu Sauberkeit und Hygiene in Bezug auf den Körper (tägliches Duschen) und das Wohnumfeld (kein Stäubchen, vom Fußboden essen können) und das Praktizieren der Kriyas könne diese Neigung noch verstärken. Da es im Yoga aber vor allem um geistige und seelische Reinheit geht, werden in diesen Schulen nur manche der Kriyas für westliche Menschen als sinnvoll angesehen, zum Beispiel die Nasenspülung (jala-neti) zur Vorbeugung gegen grippale Infekte, Befreiung der Nebenhöhlen und Schutz der Schleimhäute vor der Austrocknung. Oder auch Kriyas zur Anregung der Darmperistaltik (Nauli), da der moderne Zivilisationsmensch infolge von Bewegungsmangel häufig an Darmträgheit und Verdauungsstörungen leidet.

## Belege
1. ↑  Suchergebnisse für "kriyA". In: spokensanskrit.org. Abgerufen am 28. April 2020.